# Pré-Saint-Évroult
Pré-Saint-Évroult település Franciaországban, Eure-et-Loir megyében. Lakosainak száma 286 fő (2022. január 1.). Pré-Saint-Évroult Pré-Saint-Martin községgel határos.

## Népesség
A település népességének változása:
| Lakosok száma | 302  | 252  | 291  | 305  | 286  | 293  | 298  | 299  | 295  | 286  |
|               | 1968 | 1982 | 1990 | 2006 | 2013 | 2015 | 2017 | 2019 | 2020 | 2022 |